# Lysandra jachontovi
Lysandra jachontovi är en fjärilsart som beskrevs av Wnukowsky 1934. Lysandra jachontovi ingår i släktet Lysandra och familjen juvelvingar. Inga underarter finns listade i Catalogue of Life.